# 周口店遗址
周口店遗址，又称周口店北京人遗址、周口店古人类遗址，位于中华人民共和国北京市西南房山区周口店地区，距北京城區大约50公里。由龙骨山上的一系列洞穴组成，在此发现北京猿人的大量化石，同時也有發現幾乎完整的碩鬣狗化石。该遗址1961年被列入第一批全国重点文物保护单位，而1987年被登录为世界文化遗产。

## 考古

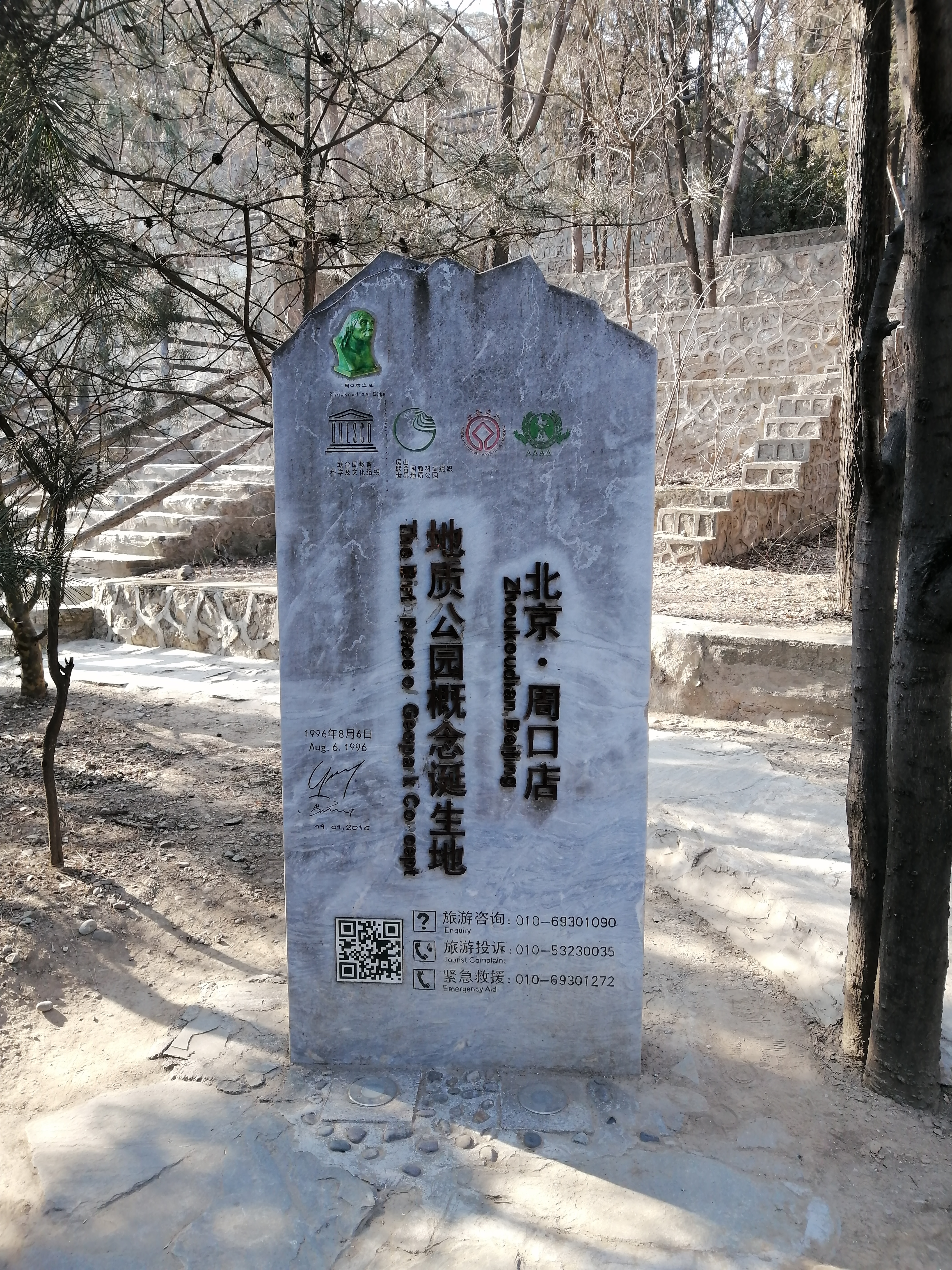
周口店遗址是中国房山联合国教科文组织世界地质公园一部分

### 发掘历史
北京猿人在200,000年前至780,000年前栖息于周口店地区。周口店遗址从1918年开始发掘，经历1921,1923年两次大规模发掘，发现了不少哺乳动物化石和石制品。这些石制品原料为脉石英，另有水晶、燧石、白云岩、细砂岩等。石制品类型包括石核、石片、刮削器、尖状器、砍砸器、断块、断片、碎屑等。1923年瑞典地質、考古學家安特生发现了被认为是人类牙齿的人類化石。1927年发掘恢复，1929年12月2日中国学者裴文中发现了第一个完整的北京猿人头盖骨化石。1936年在贾兰坡主持下，又发掘出三个头盖骨。截至抗日战争前共发掘出属于四十多个体的大量北京猿人骨骼。
七七事变后，周口店被日军占领，发掘人员被杀，裴文中和贾兰坡的办公室被捣毁，发掘工作终止。抗日战争时期，已发掘出的六个较完整的头盖骨存放于美国开办的北京协和医学院内，太平洋战争爆发前夕，中美双方计划将其转运美国，以防其落入日本手中。途中头盖骨失踪，至今下落不明。

### 研究
中华人民共和国建立之后，又再次对周口店遗址进行了发掘。发掘发现了大量灰烬堆积层，证明北京人已会用火。1953年在周口店北京人遗址附近建成了周口店遗址博物馆，对公众开放。

### 文物
周口店出土的被认为是最有名的文物是北京猿人，新洞人，和山顶洞人的骨骼。其中最著名的是北京猿人的骨骼。这些骨骼具有重大的研究意义。
于此同时，周口店还出土了包括硕猕猴、肿骨大角鹿、葛氏斑鹿、马鹿、梅花鹿、野猪、犀牛、三门马、鬣狗等中大型动物的化石和啮齿类、鸟类等中小型动物的化石。

### 著名考古/游览地点

#### 第一地点
周口店第一地点是被认为最著名的北京猿人遗址，位于周口店遗址的东侧，龙骨山的东北侧，俗称“猿人洞”。这里是北京猿人头盖骨化石与身体骨骼的出土点，也是小型动物化石的出土点。

#### 第二地点
周口店第二地点是一个堆积层，主要堆积物为红（色）胶结土，土中混杂着钙质结核（可能为碎化石）。

#### 第三地点
周口店第三地点是是一个裂隙堆积。该裂隙长约8米，宽约4米。

#### 第四地点

##### 主洞
周口店第四地点的主洞位于周口店遗址东南侧，洞穴呈南北向。

##### 新洞
周口店第四地点的新洞被认为是比主洞更加著名的，此处出土了新洞人的部分身体骨骼。

#### 第二十六地点
周口店遗址第二十六地点是山顶洞人的居住地。洞穴分为入口、上室、下室和下窨4个部分。该洞上室为居住处，下室为坟墓。该洞的下室高约4米，宽约5米。上室在洞穴的东半部，南北宽约8米，长约14米。

#### 第二十七地点
第二十七地点是田园洞遗址。里面曾经生活过田园洞人。

## 旅游及观光

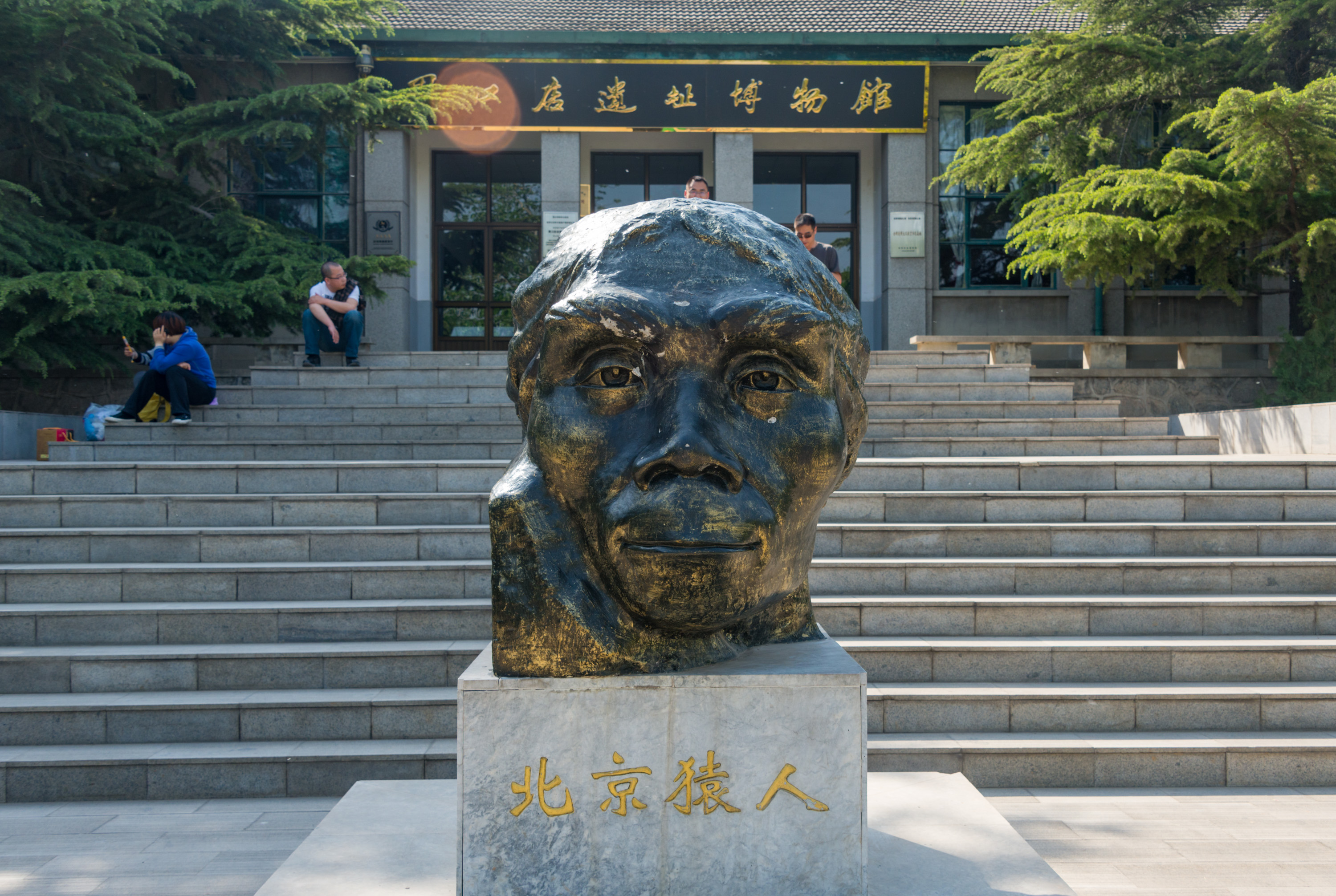
周口店遗址博物馆

博物馆內的北京人與山頂洞人塑像

周口店遗址博物馆是位于周口店的专门负责保护和研究周口店北京人遗址的专业博物馆。
1953年，周口店遗址及工作站划归中国科学院古脊椎动物研究室领导，时任该室主任的杨钟健对周口店遗址十分重视，接管后，中国科学院拨专款在该遗址考古发掘的基础上建立了面积达300平方米的“中国猿人陈列室”，此为中华人民共和国成立后全国最早新建的博物馆之一。1971年，在中国科学院院长郭沫若的关怀下，中国科学院再次拨专款扩建了“北京猿人陈列室”，并将其更名为“北京猿人展览馆”。该馆面积达到1000平方米，建筑为回字形结构。
1979年，为纪念北京猿人第一个头盖骨发现50周年，举行了纪念会与科学讨论会。多位国内外著名学者与会。会议结束后，北京猿人展览馆对展陈内容进行了重大调整，将综合研究的新成果充实到展览中，提高了展览的科学性和综合性。同时，展览馆也增加了对遗址其它地点及中国各地和世界各国重要的从猿到人的化石地点的简略介绍。
1994年，“北京猿人展览馆”更名为“周口店遗址博物馆”。

## 登陆标准
- (iii) 能为一种已消逝的文明或文化传统提供一种独特的至少是特殊的见证。[2]
- (vi) 与具特殊普遍意义的事件或现行传统或思想或信仰或文学艺术作品有直接或实质的联系。只有在某些特殊情况下或该项标准与其它标准一起作用时，此款才能成为列入《世界遗产名录》的理由。[2]

## 外部連結
- 周口店遺址博物館官方網站 （页面存档备份，存于）